# فلسفة روسية
الفلسفة الروسية هي اسم جماعي للتراث الفلسفي للمفكرين الروس.

## المدارس الرئيسية والتوجهات
الاتجاهات الرئيسية للفلسفة الروسية تشمل:
1. الغربية والليبرالية - منتصف القرن التاسع عشر؛
2. السلافوفيليا وpochvennichestvo - منتصف القرن التاسع عشر؛
3. النارودنكي - النصف الثاني من القرن التاسع عشر؛
4. العدمية - النصف الثاني من القرن التاسع عشر؛
5. الأناركية - النصف الثاني من القرن التاسع عشر؛
6. الكونية - أواخر القرن التاسع عشر - النصف الأول من القرن العشرين؛
7. الحركة التولستوية - أواخر القرن التاسع عشر - أوائل القرن العشرين؛
8. الوضعية - أواخر القرن التاسع عشر - أوائل القرن العشرين؛
9. الفيكوفستفو - بداية القرن العشرين؛
10. الصوفيولوجي - بداية القرن العشرين؛
11. الأوراسية - النصف الأول من القرن العشرين، بداية القرن الحادي والعشرين؛
12. الماركسية اللينينية - القرن العشرين؛
13. الدولانية؛
14. التقليدية؛
15. القومية.